# Побег Генриха Валуа из Польши
Побег Генриха Валуа из Польши (пол. Ucieczka Henryka Walezego z Polski) — картина маслом польского художника Артура Гротгера 1860 года. На ней изображён побег избранного польского короля Генриха Валуа во Францию в 1574 году.
Картина (в качестве депозита) находится в собрании Национального музея в Варшаве; её владельцем является Музей Войска Польского в Варшаве.
В 2014 году картина была передана Музею изящных искусств в Лионе в рамках выставки «L’invention du Passé. Истории сердца и меча 1802—1850 гг.».